# 小林光 (1949年生)
パリ12大学大学院 都市研究所 政府長期在外研究員
小林 光（こばやし ひかる、1949年11月17日 - ）は、日本の環境官僚。環境事務次官を歴任。慶應義塾大学大学院政策・メディア研究科特任教授。専門は環境政策論。

## 経歴
1949年、東京生まれ。慶應義塾大学経済学部経済学科卒業。大学時代は計量地理学を専門とする高橋潤二郎のゼミに所属。1973年、環境庁（当時）入庁。1995年以降は、同庁地球環境部環境保全対策課長として、気候変動枠組条約第3回締約国会議（COP3）の日本への誘致、同条約の京都議定書の国際交渉、わが国初の地球温暖化防止法制（地球温暖化対策推進法）の国会提出などを担当した。環境管理局長、地球環境局長などを経て、2006年、環境省大臣官房長。この間、省外ではパリ大学都市研究所に留学。北九州市産業廃棄物課長、イースト・ウエスト・センター客員研究員なども歴任。大阪大学大学院、東京大学大学院の客員教授も併任している。2009年に環境事務次官に就任。2011年に退官し、慶應義塾大学政策・メディア研究科教授。2020年、瑞宝重光章受章。

## 略歴
- 1968年3月 都立新宿高等学校卒業[3]
- 1973年3月 慶應義塾大学経済学部卒業
- 1973年8月 国家公務員採用上級甲種試験（経済）合格
- 1973年11月 環境庁入庁（企画調整局防止計画課）[3]
- 企画調整局企画調整課課長補佐
- 1979年8月 パリ12大学大学院都市研究所政府長期在外研究員（～1981年）
- 1985年7月 北九州市環境事業局産業廃棄物指導課長（～1987年）
- 1990年2月 環境庁長官秘書官事務取扱
- 1990年12月 長官官房総務課上席環境調査官
- 1991年7月 企画調整局計画調査室長
- 1993年8月 米国東西センター客員研究員
- 1994年7月 企画調整局環境計画課長
- 1995年7月 地球環境部環境保全対策課長
- 1998年6月 自然保護局企画調整課長
- 1999年7月 長官官房会計課長
- 2001年1月 環境省大臣官房秘書課長
- 2002年9月 大臣官房審議官
- 2004年7月 環境管理局長
- 2005年7月 地球環境局長
- 2006年9月 大臣官房長
- 2008年7月 総合環境政策局長
- 2009年7月 環境事務次官
- 2011年1月 退官
- 2011年4月 慶應義塾大学大学院政策・メディア研究科兼環境情報学部教授（～2019年3月）
- 2014年6月 日本紙パルプ商事社外取締役（～2019年6月）
- 2016年4月 東京大学大学院総合文化研究科客員教授
- 2019年7月 東大先端技術研究センター・シニアプログラムアドヴァイザー
- 2020年4月 先端技術研究センター研究顧問

## 著書
- 『エコハウス私論 ―建てて住む。サスティナブルに暮らす家』（木楽舎）